# Géographie (Strabon)

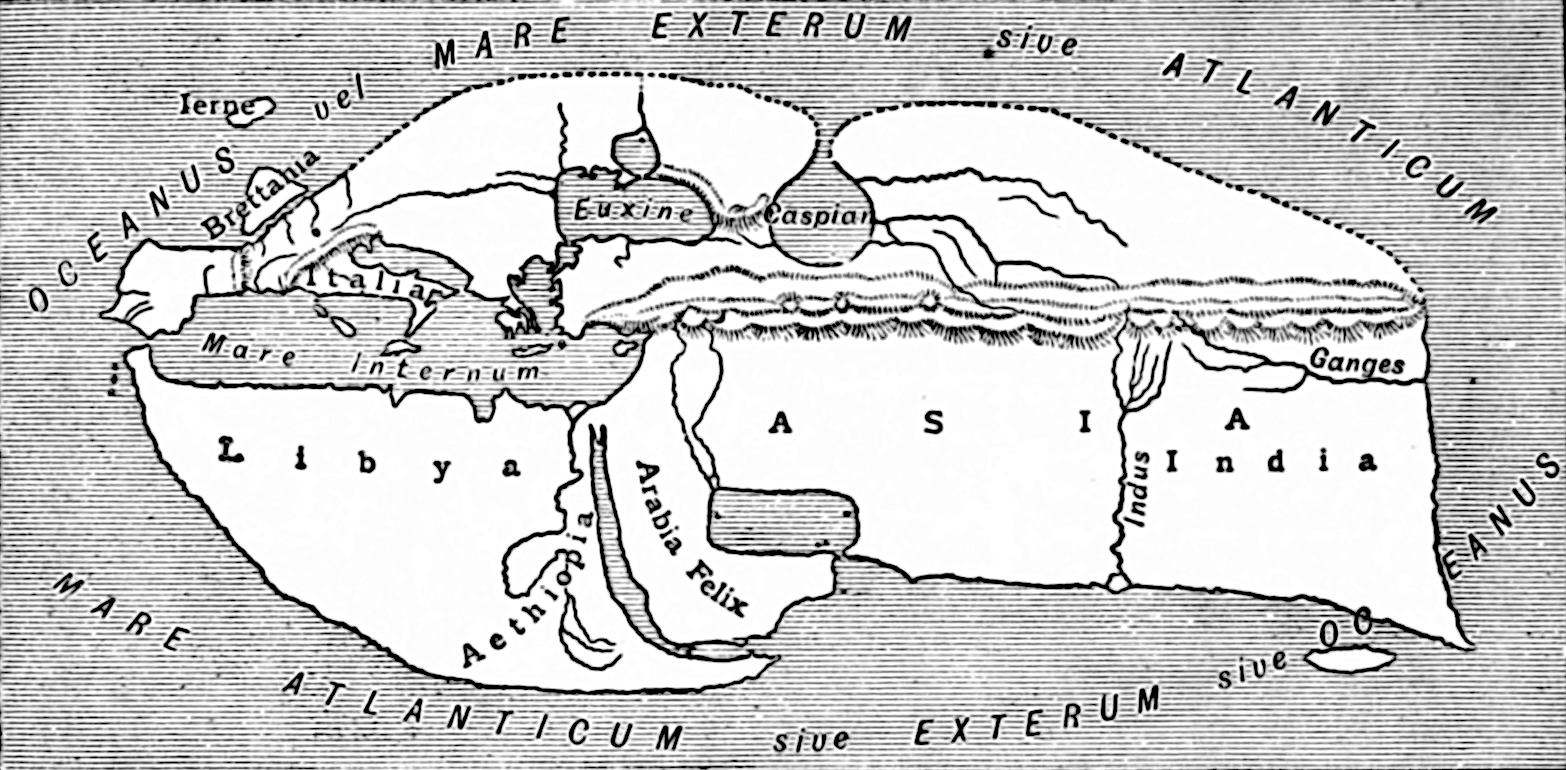
Carte du monde vu par Strabon vers 20. Carte reconstituée en 1903 à partir du texte de Strabon, lors de la publication de l' Encyclopaedia Biblica.

Le Geographica (en grec ancien Γεωγραφικά / Geōgraphiká), ou Géographie, est une encyclopédie géographique écrite en grec ancien par Strabon entre 20 av. J.-C. et 23 apr. J.-C. Elle contient 17 livres décrivant l'ensemble du monde connu à son époque.

## Histoire

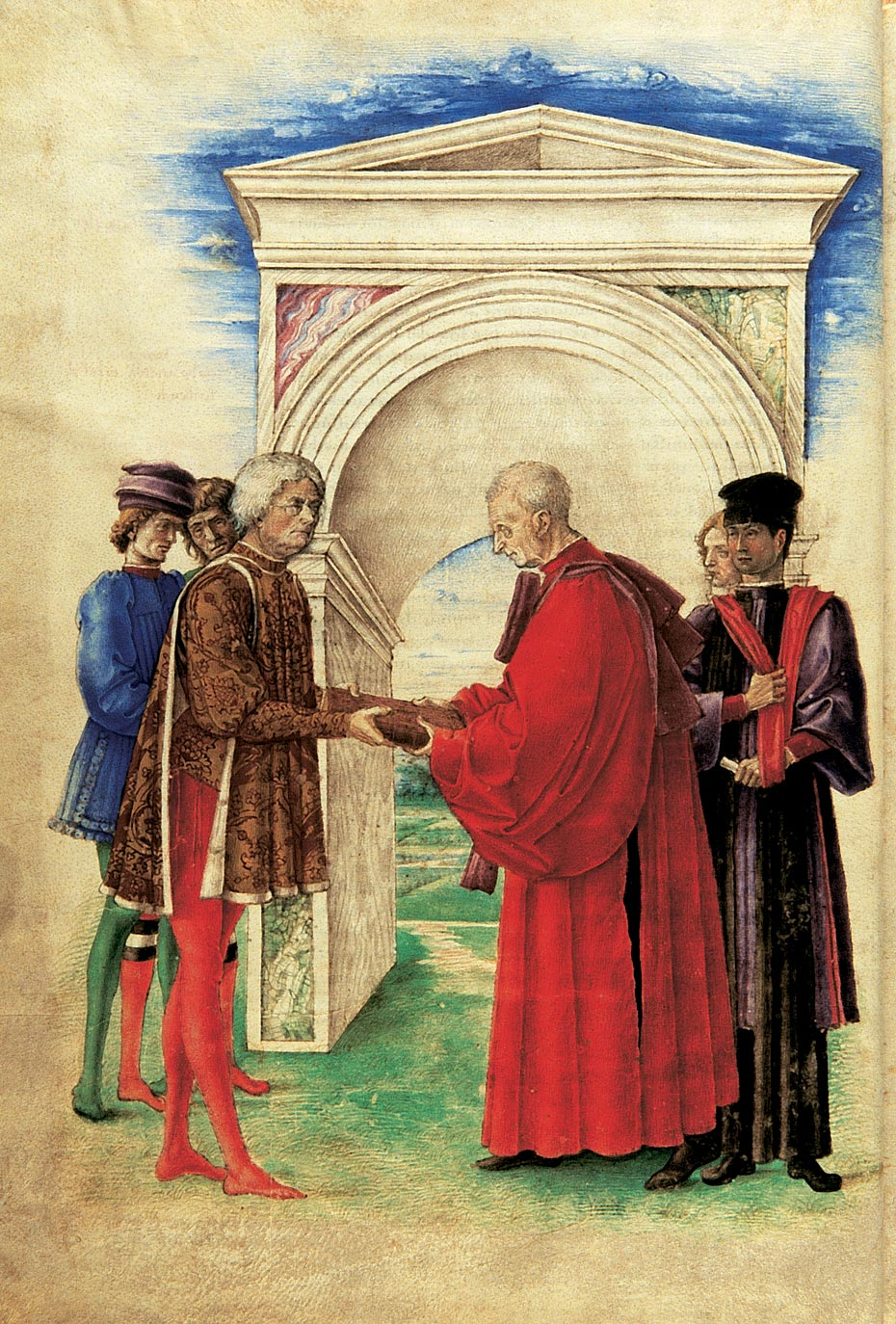
Guarino remettant sa traduction à son commanditaire, Jacopo Antonio Marcello, De situ orbis d'Albi.

Le manuscrit est écrit jusqu'à la fin de la vie de l'auteur, mort en 23, resté inachevé. Son texte subsiste lors de l'Antiquité tardive, mais rencontre peu d'intérêt avant le VIe siècle. Pourtant, un des papyrus découverts à la fin du XIXe siècle lors des fouilles de Bernard Grenfell et d’Arthur Hunt à la cité d’Oxyrhynque et publié sous le nom de P.Oxy. LIX 3447, contient les restes d’une belle copie de la Géographie.  À partir du IXe siècle, le texte est régulièrement cité par les auteurs byzantins. Plusieurs exemplaires sont importés en Occident à partir du XVe siècle : ceux-ci appartiennent à Giovanni Aurispa daté de 1424, François Philelphe en 1427, Isidore de Kiev en 1438), Basilius Bessarion en 1446, Cyriaque d'Ancône en 1448. La première traduction en latin est réalisée par Guarino de Vérone entre 1453 et 1458, à la demande du pape Nicolas V. Au même moment, Grégoire Tifernas établit sa propre traduction.
La première édition imprimée remonte à 1516, à Venise. La première édition critique date de 1844-1852 par G. Kraler à Berlin. En France, elle est éditée en grec avec traduction latine pour la première fois par Johann Friedrich Dübner chez Firmin-Didot en 1853-1858,, et en français par Amédée Tardieu chez Hachette en  1867-1890.

## Contenu
- Livres I et II : considérations générales
- Livre III : l'Ibérie
- Livre IV : la Gaule
- Livre V : l'Italie (1)
- Livre VI : l'Italie (2)
- Livre VII : le reste de l'Europe
- Livre VIII : la Grèce (1)
- Livre IX : la Grèce (2)
- Livre X : l'Étolie et les îles grecques
- Livre XI : le nord de l'Asie, Caucase, Arménie
- Livre XII : la région Pontique
- Livre XIII : l'Asie mineure (1)
- Livre XIV : l'Asie mineure (2)
- Livre XV : l'Inde et la Perse
- Livre XVI : De l'Assyrie à l'Arabie
- Livre XVII : l'Égypte et la Libye

#### Traduction
Consulter la liste des éditions de cette œuvre 
- Strabon, Géographie, Traduite du grec en français (par Gabriel de La Porte du Theil, avec notes de Pascal-François-Joseph Gossellin. 6 tomes), Paris, Imprimerie impériale puis royale, 1805-1819 (lire en ligne [sur gallica]).
- Strabon, Géographie, texte établi et traduit par Germaine Aujac, François Lasserre, Raoul Baladié et Benoît Laudenbach, édition des Belles Lettres, 12 volumes

#### Analyse
- (en) Aubrey Diller (de) et Paul Oskar Kristeller, « Strabo », dans Catalogus translationum et commentariorum: Mediaeval and Renaissance Latin translations and commentaries : annotated lists and guides, vol. 2, Washington, Catholic University of America Press, 1960 (lire en ligne), p. 225-230
- (es) Adolfo Domínguez Monedero, « Reflexiones acerca de la sociedad hispana reflejada en la « Geografìa » de Estrabon », Lucentum, no 3,‎ 1984.